# کدکس سرافینیانوس
کُدِکس سرافینیانوس (Codex Seraphinianus)، که در سال ۱۹۸۱ منتشر شد، دانشنامه‌ای تصویری از دنیایی تخیلی است که بدست هنرمند، معمار و طراح صنعتی ایتالیایی، لویجی سرافینی نوشته شده‌است. او این کتاب را در مدت سی ماه از ۱۹۷۶ تا ۱۹۷۸ نوشته و تصویرسازی کرد. این کتاب بسته به نسخه‌های گوناگون در حدود ۳۶۰ صفحه است و به الفبایی بیگانه و نامفهوم نوشته شده‌است.

## نام کتاب
اسم لاتین کودکس (codex) به معنی کتاب برگه‌دار است (در مقابل کتاب‌های طوماری) و امروزه بیشتر برای نامیدن نسخه‌های خطی قدیمی بکار می‌رود. سرافینیانوس (Seraphinianus)، لاتین‌شدهٔ نام خانوادگی نویسنده، سرافینی (که در ایتالیایی به سرافیم اشاره دارد) است. با توجه به موارد گفته شده می‌توان کودکس سرافینیانوس را به کتاب سرافینی یا نسخه دست‌نویس سرافینی ترجمه کرد.

## سامانه نوشتاری
سامانه نوشتاری بکار رفته در این کتاب به نظر می‌رسد که همانند سامانه نوشتاری غربی باشد. (جملات از چپ به راست نوشته می‌شوند، حروف دارای شکل بزرگ و کوچک هستند، برخی حروف را همچون حروف لاتین برای اعداد بکار برده‌است) برخی از حروف تنها در ابتدای یا انتهای کلمات بکار رفته‌اند که زبان‌های سامی را در ذهن تداعی می‌کنند. برخی حروف دارای انحنا هستند و به الفبای سینهالا شباهت دارند.
زبان بکار رفته در این کتاب برای دهه‌ها مورد بررسی و تحلیل زبان‌شناسان قرار گرفته‌است و اگرچه سیستم بکار رفته برای شماره‌گذاری صفحات آن بدست آلن سی. وخسلر و ایوان درژنسکی کشف شده‌است (گونه‌ای از شماره‌گذاری بر مبنای ۲۱) اما الفبای کتاب رمزگشایی نشده‌است.
در مصاحبه‌ای که سرافینی در ۱۱ می ۲۰۰۹ با انجمن کتابدوستان دانشگاه آکسفورد داشت بیان کرد که مفهوم پنهانی در نوشته‌های کودکس او وجود ندارد و هدف او این بوده که خواننده با دیدن متون کتاب، همان احساسی را داشته باشد که یک کودک خردسال در برابر الفبای کتاب‌ها دارد.

## محتوای کتاب

صفحهٔ ۱۲۶ از فصل چهارم کتاب که به مسائل فیزیک و شیمی پرداخته‌است. الفبای عجیب این کتاب در پاراگراف‌های این صفحه قابل مشاهده است.

این کتاب به دو بخش و یازده فصل تقسیم شده‌است. بخش اول به دنیای طبیعی و بخش دوم به مصنوعات می‌پردازد. هر فصل به مفاهیم کلی دانشنامه‌ای می‌پردازد:
1. فصل اول به شرح گیاهان گوناگون می‌پردازد: گل‌های عجیب، درختانی که خود را از ریشه درمی‌آورند و مهاجرت می‌کنند و غیره.
2. فصل دوم به جانوران این دنیا می‌پرازد که انواعی فراواقعی از اسب، اسب آبی، کرگدن، پرندگان و غیره را در بر می‌گیرد.
3. فصل سوم به گونه‌ای غریب از حیوانات دو پا پرداخته‌است.
4. فصل چهارم به نظر می‌رسید که به مباحث فیزیک و شیمی پرداخته و مفاهیمی انتزاعی و معمایی دارد.
5. فصل پنجم به ماشین‌ها و وسایل نقلیه عجیب پرداخته‌است.
6. فصل ششم دربارهٔ انسان‌هاست: زیست‌شناسی، تولید مثل، گونه‌های مختلف افراد بومی و حتی ابزارها و گیاهانی را به تصویر کشیده که مستقیماً به بدن آدمی پیوند زده شده‌اند.
7. فصل هفتم به مباحث تاریخی پرداخته و افراد زیادی را که اهمیت آن‌ها مشخص نیست با زمان ولادت و فوت آن‌ها به تصویر کشیده و مثال‌هایی از رسوم به خاک‌سپاری افراد را آورده‌است.
8. فصل هشتم به تاریخچه‌ای از سیستم نوشتاری کودکس بیگانگان اشاره دارد.
9. فصل نهم دربارهٔ غذا، غذا خوردن و لباس‌هاست.
10. فصل دهم بازی‌های عجیب و ورزش‌های قهرمانی را آورده‌است.
11. فصل یازدهم کاملاً به معماری اختصاص داده شده‌است.